# Santo Volto di Gesù

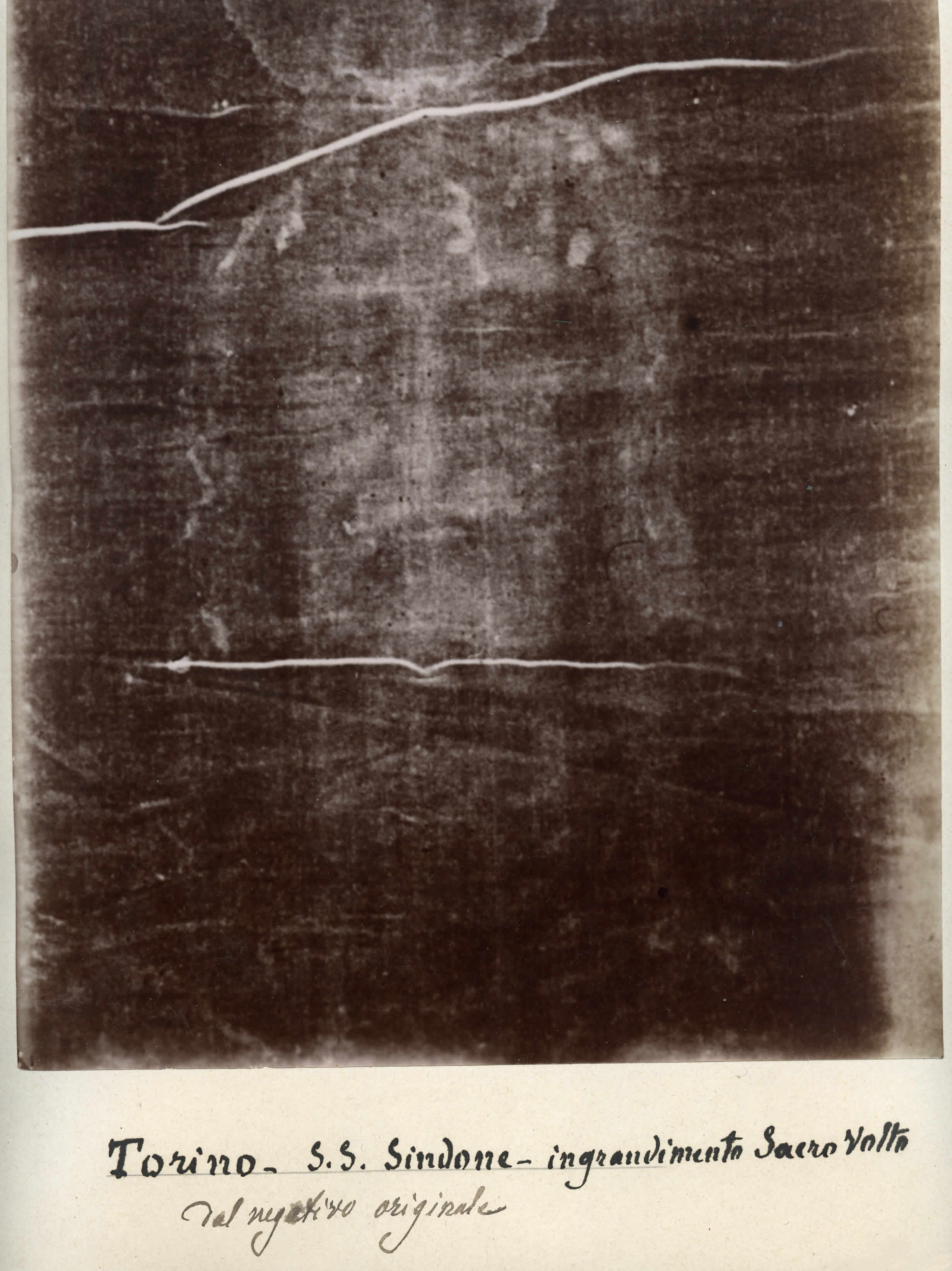
Negativo fotografico della Sacra Sindone, scattato da Secondo Pia (Torino, 1898).

Santo Volto di Gesù è il nome dato alle immagini che i cattolici credono essere rappresentazioni miracolose del volto di Gesù.
La Sacra sindone e il Velo di Santa Veronica sono le più conosciute di queste immagini, oggetto di devozione nella Chiesa cattolica.
L'immagine del Volto di Gesù è uno degli acheropiti venerati nella storia della cristianità, per la prima volta approvati ufficialmente da papa Leone XIII nel 1895 e da Pio XII nel 1958.
Nella tradizione cattolica, il volto santo di Gesù è venerato nell'ambito degli atti di riparazione a lui rivolti. Nella Chiesa cattolica esistono alcune istituti consacrati a questo tipo di culto, quali le Suore Benedettine Riparatrici del Santo Volto di Nostro Signore e le Suore del Santo Volto, congregazione di diritto pontificio devota a Gesù Sacerdote e Ostia di oblazione.

## Storia

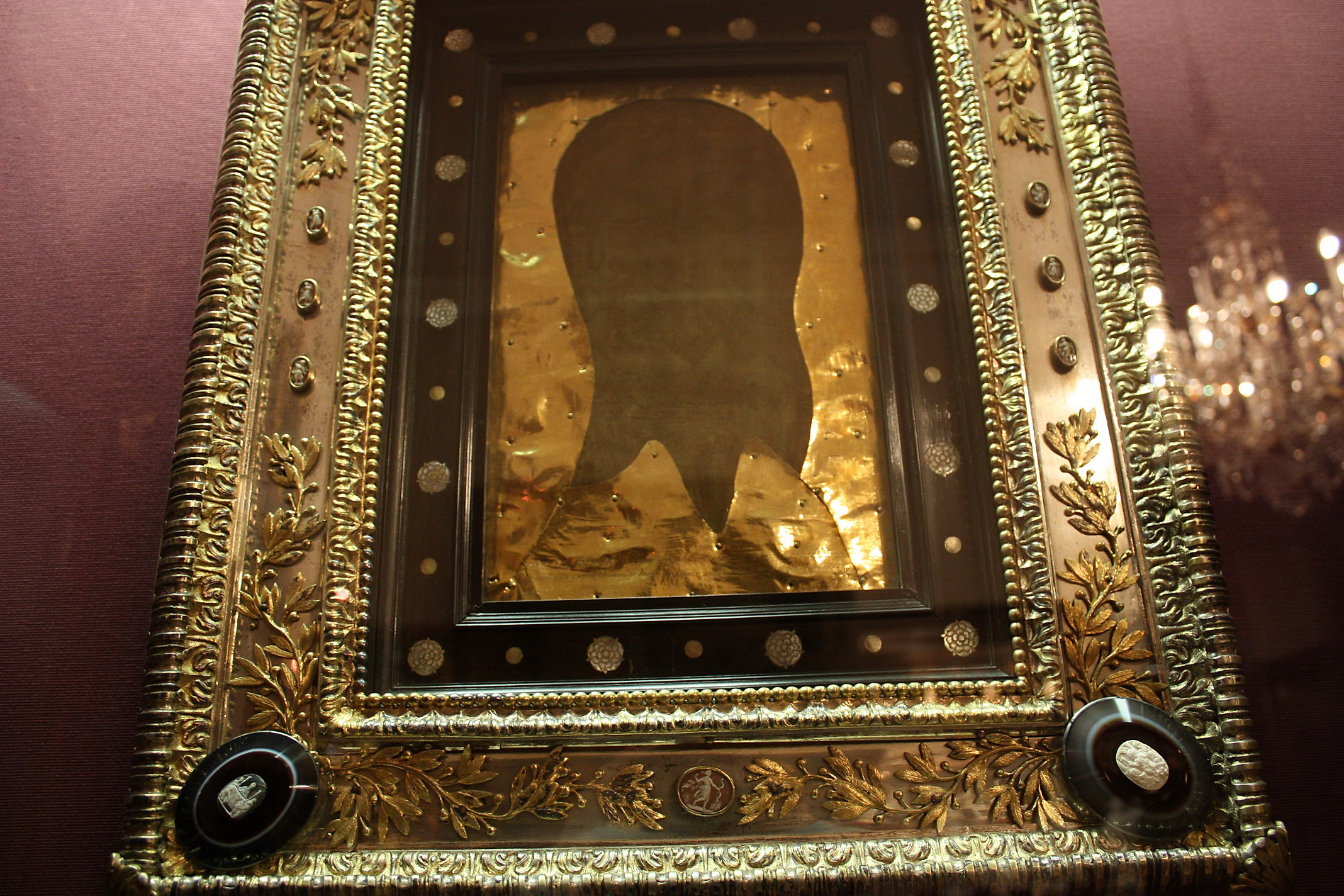
Imagine del Velo della Veronica, (Hofburg, Vienna)

La Sacra Sindone di Torino è la principale immagine acherotipica, alla quale i fedeli cattolici sono devoti. Come il Velo di Veronica, entrambe appartengono all'adorazione del Santo Volto di Gesù, ma ad una prima impressione risultano differenti.
Secondo la tradizione, nella Sacra Sindone fu avvolto il corpo di Gesù dopo la morte di croce, mentre il Velo della Veronica avrebbe asciugato il Suo volto durante la Via del Calvario. Pertanto, la Sindone mostrerebbe l'immagine sono riferite a due tempi differenti, rispettivamente alla Passione e alla Morte di Gesù.
Anche se la Sacra Sindone fu oggetto di ostensioni fin dal XVI secolo, l'immagine in essa contenuta non può essere veduta chiaramente ad occhio nudo, e l'identificazione di Gesù avvenne soltanto con la nascita della fotografia. La prima fotografia della Sacra Sindone fu sviluppata dall'italiano Secondo Pia nel 1898 tramite la tecnica della camera oscura..
Prima di allora, il Velo di Santa Veronica era la principale reliquia oggetto di devozione nel'Occidente cristiano.
La devozione fu propagata in Europa dal venerabile Léon Papin Dupont e da santa Teresa di Lisieux.

## Istituto Internazionale di Ricerca sul Volto di Cristo
Nel 1997 il cardinale Fiorenzo Angelini, Presidente emerito del Pontificio Consiglio per gli Operatori Sanitari, istituì l'International Institute for Research on the Face of Christ presso la Congregazione Benedettina delle Suore Riparatrici del Santo Volto, in Roma.
In occasione del sesto congresso annuale tenutosi a Roma nell'ottobre del 2002, papa Giovanni Paolo II sottolineò l'importanza spirituale della contemplazione del Santo Volto del Cristo, citando la propria lettera apostolica Novo Millennio Ineunte, che afferma::
(Lettera apostolica Novo Millennio Ineunte, 6 gennaio 2001, n. 16)
(Lettera enciclica Redemptoris Missio, 7 Dicembre 1990, n. 18)
Nel medesimo documento, Giovanni Paolo II affermò che la contemplazione del Volto di Cristo e la contemplazione della Persona di Cristo sono collegati rispetto ai due piani:
- della riflessione teologica, "dal momento che "solamente nel mistero del Verbo incarnato trova vera luce il mistero dell'uomo" (Gaudium et spes, n. 22-"Cristo, l'uomo nuovo."[14]
- della prassi pastorale, "poiché nel Volto di Cristo, sofferente e risorto, la Chiesa, maestra di umanità, riconosce il volto più vero e più profondo dell'uomo a cui Cristo offre redenzione e salvezza"[11].